# Mroczna rzeka
Mroczna rzeka (ang. Dark River) – brytyjski film dramatyczny z 2017 roku w reżyserii Clio Barnard. Film jest luźno oparty na motywach powieści Trespass autorstwa Rose Tremain.  
Premiera filmu odbyła się 10 września 2017 roku na Międzynarodowym Festiwalu Filmowym w Toronto w 2017 roku.

## Fabuła
Alice po śmierci ojca, postanawia po piętnastu latach nieobecności powrócić do rodzinnej miejscowości i przejąć rodzinne gospodarstwo, które kiedyś obiecał jej ojciec. Pomimo niechęci ze strony starszego brata, Joego i złym wspomnieniom związanym z tym miejscem, kobieta stara się przywrócić mu dawną świetność.

## Obsada
- Ruth Wilson jako Alice
- Mark Stanley jako Joe Bell
- Sean Bean jako Richard Bell
- Joe Dempsie jako David
- Esme Creed-Miles jako młoda Alice
- Aiden McCullough jako młody Joe
- Jonah Russell jako Pete
- Steve Garti jako Jim
- Shane Attwooll jako Tower
- Paul Roberson jako Declan
- Una McNulty jako Susan Bell
- Dean Andrews jako Matty

## Odbiór

### Reakcja krytyków
Film spotkał się z pozytywną reakcją krytyków. W agregatorze recenzji Rotten Tomatoes 82% z 66 recenzji uznano za pozytywne, a średnia ocen wystawionych na ich podstawie wyniosła 6,50 na 10. Z kolei w agregatorze Metacritic średnia ważona ocen z 22 recenzji wyniosła 69 punktów na 100.